# The Ewok Adventure
The Ewok Adventure (Nederlandse titel: Het Grote Ewok Avontuur) is een Amerikaanse televisiefilm uit 1984, gebaseerd op het Star Warsfranchise. De film werd buiten Amerika ook uitgebracht als Caravan of Courage: An Ewok Adventure.
De film speelt zich af ergens tussen de zesde en zevende Star Warsfilm. De film werd geregisseerd door John Korty.

## Verhaal
Het ruimteschip van de Towani-familie stort neer op de bosmaan Endor. De familie, bestaande uit Catarine, Jeremitt en hun kinderen Mace en Cindel, komt vast te zitten op de planeet. Wanneer Catarine en Jeremitt spoorloos verdwijnen, worden de kinderen gevonden door de Ewoks, die hen meenemen naar hun kamp. Daar wordt Cindell al snel vrienden met een Ewok genaamd Wickett.
De Ewoks ontdekken al snel dat de ouders van Mace en Cindell zijn meegenomen door de monsterlijke Gorax, die zich ophoudt in een verlaten gebied. Een caravaan van Ewoks wordt samengesteld om de kinderen en hun ouders te herenigen. Ze ontmoetten een wistie genaamd Izrina en een Ewok van een andere stam genaamd Chukha. Uiteindelijk bereiken ze de schuilplaats van de Gorax. Ze slagen erin de Gorax te verslaan en Jeremitt en Catarine te bevrijden, maar Chukha sneuvelt in het gevecht. Uiteindelijk is het Mace die de Gorax de genadeslag geeft.
De weer herenigde familie besluit bij de Ewoks te blijven tot ze hun schip hebben gerepareerd.

## Rolverdeling
| Acteur                | Personage   | Opmerkingen |
| --------------------- | ----------- | ----------- |
| Burl Ives             | Verteller   |             |
| Eric Walker           | Mace        |             |
| Warwick Davis         | Wicket      |             |
| Fionnula Flanagan     | Catarine    |             |
| Guy Boyd              | Jeremitt    |             |
| Aubree Miller         | Cindel      |             |
| Daniel Frishman       | Deej        |             |
| Debbie Lee Carrington | Weechee     |             |
| Tony Cox              | Widdle      |             |
| Kevin Thompson        | Chukha-Trok |             |
| Margarita Fernández   | Kaink       |             |
| Pam Grizz             | Shodu       |             |
| Bobby Bell            | Logray      |             |
| Darryl Henriques      | Wicket      | stem        |
| Sydney Walker         | Deej        | stem        |

## Nasynchronisatie
Het Grote Ewok Avontuur draaide nagesynchroniseerd in de Nederlandse bioscopen. In de Nederlandstalige versie zijn Henny Huisman, Viola Holt, Coen Flink, Penelope di Lella, Dirk Zeelenberg en Arnold Gelderman te horen.

## Achtergrond

### Productie
Het idee voor de film kwam van George Lucas. Hij wilde een 1 uur durende televisiespecial maken, maar dit werd uiteindelijk uitgebreid naar twee uur. Lucas had al eerder een televisiefilm gemaakt: The Star Wars Holiday Special. Bij The Ewok Adventure nam Lucas de volledige controle over het filmproces.
In de film werd het nieuwste op het gebied van stop-motion gebruikt door Industrial Light & Magic (ILM). Dit werd vooral gebruikt voor wezens als de condor dragon, de blurrgs, en de boar-wolves.

### Soundtrack
Peter Bernstein componeerde de filmmuziek. Stukken van zijn muziek werden uitgebracht op LP door Varese Sarabande in 1986.

### Bewerkingen
In 1985 bracht Random House een kinderboekversie van de film uit, gemaakt door Amy Ehrlich. Dit boek droeg de titel “The Ewoks and the Lost Children”.

### Sequels
Een vervolg op de film kwam uit 1985, getiteld Ewoks: The Battle for Endor. Volgens Warwick Davis stond er nog een derde film gepland, maar die is nooit gemaakt.

## Prijzen en nominaties
- In 1985 won de film de Emmy Award voor “Outstanding Special Visual Effects”.
- Datzelfde jaar werd de film ook genomineerd voor een Emmy in de categorie “Outstanding Children’s Program”.